# Манастир Саиднеја
Манастир Рођења Пресвете Богородице у Саиднеју је православни манастир у Сирији. Основао га је у 6. веку од стране цара Јустинијана. Под јурисдикцијом је Антиохијске патријаршије.

## Историја манастира
Према предању, цар Јустинијан је 546. године, се током похода са Персијанце зауставио селу Саиднеја, 40 километара од Дамаска. Током лова, видео је прелепу газелу и, прогонајући је, попео се на планину, где је угледао Пресвету Богородицу која му је затражила да на том месту сазида храм који ће она штитити. 

## Манастирски комплекс
Манастир се састоји од неколико зграда. Најзначајнији су:
- Храм Рођења Пресвете Богородице
- капела Саиднејске иконе Пресвете Богородице

Манастир има збирку икона из периода 5.-7. века, као и велику библиотеку. 
Главна манастирска светиња је Саиднејска икона Богородице, која се назива Схагура (Глорифиед). Верује се да је ово једна од четири иконе које је лично насликао јевангелист Лука. Икона је донета у манастир у 8. веку. 
Манастир је највећи манастир у Сирији и један од најпопуларнијих мјеста за ходочашће на Блиском истоку. Око 30 монахиња и новинара живе у манастиру.
Манастир Саиднеја је претрпео разарање током грађанског рата у Сирији. Манастир је гранатиран у новембру 2013. и у јануару 2014.  .